# Полевой (Алтайский край)
Полевой — упразднённый посёлок в Усть-Пристанском районе Алтайского края. Входил в состав Нижнегусихинского сельсовета. Исключен из учётных данных в 2013 г.

## История
Возник как посёлок 2-го отделения совхоза «Пристанский»

## Население
| 1997 | 1998 | 1999 | 2000 | 2001 | 2002 | 2003 | 2004 | 2005 | 2006 | 2007 |
| ---- | ---- | ---- | ---- | ---- | ---- | ---- | ---- | ---- | ---- | ---- |
| 65   | ↗66  | ↘64  | ↘62  | ↘55  | →55  | ↘45  | ↗46  | ↘39  | ↘36  | ↘32  |
| 2008 | 2010 |      |      |      |      |      |      |      |      |      |
| ↘25  | ↘0   |      |      |      |      |      |      |      |      |      |

Национальный состав
Согласно результатам переписи 2002 года, в национальной структуре населения русские составляли 98 %.